# Simón I de Kartli
Simón I el Grande (en georgiano: სიმონ I დიდი), también conocido como Svimon o Simun (1537–1611), de la dinastía Bagrationi, fue un rey georgiano del reino de Kartli, un reino del este de Georgia, que gobernó desde 1556 a 1599 y de nuevo de 1578 a 1599. Su primer mandato estuvo marcado por la guerra contra la dominación persa de Georgia. En 1569 fue capturado por los persas y pasó nueve años en cautiverio. En 1578 fue liberado y reinstalado en Kartli. Durante este período (es decir, su segundo mandato), luchó como súbdito persa contra la dominación otomana de Georgia. En 1599 Simón I fue capturado por los otomanos y murió en cautiverio. Durante 1557 a 1569 se le conoció como Mahmud Khan (persa: محمود خان, romanizado: Mahmūd Khān) y de 1578 a 1599 como Shahnavaz Khan (persa: شاهنواز خان, romanizado: Shāhnavāz Khān) 